# Redigobius chrysosoma
Redigobius chrysosoma és una espècie de peix de la família dels gòbids i de l'ordre dels perciformes.
Els adults poden assolir 4,9 cm de longitud total. És un peix de clima tropical i bentopelàgic. Es troba a Indonèsia, les Filipines, Nova Guinea, Nova Caledònia i Austràlia. És inofensiu per als humans.